# اصلاحات (رمان)
اصلاحات (انگلیسی: The Corrections) سومین رمان جاناتان فرانزن، نویسندهٔ آمریکایی است. اصلاحات را یکی از مهم‌ترین رمان‌های قرن بیست و یکم می‌دانند. کتاب، برندهٔ جایزهٔ ملی کتاب آمریکا و جایزهٔ یادبود جیمز تیت بلک و نامزد جایزه ملی حلقهٔ منتقدین کتاب، جایزه پن فاکنر، جایزه ایمپک دوبلین و جایزه پولیتزر بوده. مجلهٔ تایم اصلاحات را در فهرست صد رمان برتر انگلیسی زبان منتشر شده بین سال‌های ۱۹۲۳ تا ۲۰۰۵ آورده‌است. در فهرست ۱۰۰۱ کتابی که باید پیش از مرگ خواند هم به انتخاب گاردین هم آمده، که از معدود کتاب‌های منتشر شده در قرن بیست و یکم که در این فهرست حضور دارد.

## ترجمه
رمان اصلاحات با ترجمه و مقدمهٔ پیمان خاکسار در تاریخ ۹ مرداد ۱۴۰۰ توسط نشر چشمه به زبان فارسی منتشر شده‌است.